# Konstantin Maliasenos
Konstantin Maliasenos, mit vollständigem Namen Konstantinos Komnenos Maliasenos Dukas Bryennios (mittelgriechisch Κωνσταντίνος Κομνηνός Μαλιασηνός Δούκας Βρυέννιος; † vor Oktober 1256 im Kloster Makrinitissa), war ein byzantinischer Aristokrat und Magnat in Thessalien.

## Leben
Konstantin Maliasenos war möglicherweise ein Sohn des 1191 bezeugten pansebastos sebastos Nikolaos Maliases. Sein Epitaph, das in dialogischer Form von Manuel Holobolos verfasst wurde, weist ihn als Abkömmling von purpurgeborenen Angehörigen der Dynastie der Komnenen aus, darunter einem Kaisar. Polemis bezieht den Text auf den Kaisar Nikephoros Bryennios und Anna Komnena, die Tochter von Kaiser Alexios I. Komnenos. Maliasenos heiratete Maria Komnene Dukaina, eine Tochter des epirotischen Herrschers Michael I. Komnenos Dukas, mit der er mindestens einen Sohn namens Nikolaos hatte. Ein möglicher weiterer Sohn war der Mönch Neilos Maliasenos.
Michael I. ernannte seinen Schwiegersohn zum Gouverneur von Megalovlachia und Volos, also jenes Teils von Thessalien, den er 1212 vom lateinischen Königreich Thessaloniki erobert hatte. Vor 1215 (nicht 1230, wie in der älteren Forschung behauptet) gründete Maliasenos das Kloster der Theotokos tes Oxeias Episkepseos am Abhang des Berges Pelion bei Makrinitissa. 1239 gehörte er möglicherweise zu den Unterstützern des abgesetzten Kaisers Manuel Komnenos Dukas, der mit einem Schiff in Demetrias landete, um Thessaloniki von Theodoros I. Komnenos Dukas und dessen Sohn Johannes zurückzufordern. 
In einer 1246 von Michael II. Komnenos Dukas erlassenen Chrysobulle wird Konstantin Maliasenos als Ktetor (Stifter) des Hilarion-Klosters in Almyros erwähnt. In diesem Zusammenhang wird er als Despot (δεσπότης) bezeichnet.  Dieser imperiale Titel wurde ihm vermutlich von Theodoros I. Komnenos Dukas verliehen, während dieser als Basileus von 1227 bis 1230 in Thessaloniki regierte. 1252 wurde Maliasenos von Michael II. als Botschafter zum nikäischen Kaiser Johannes Dukas Batatzes entsandt. Bald darauf scheint er sich von Epirus ab- und Nikaia zugewandt zu haben, denn sein Sohn Nikolaos heiratete eine Verwandte des späteren Kaisers Michael Palaiologos.
Konstantin Maliasenos starb vor Oktober 1256 als Mönch in dem von ihm gestifteten Kloster bei Makrinitissa.